# Benjamin Shapira
Benjamin Shapira (en hebreo: בנימין שפירא‎; Alemania, 10 de junio de 1913 - 30 de octubre de 1993) fue un profesor de bioquímica, ganador del Premio Israel de Ciencias Médicas.
Shapira nació en Alemania y en 1926 emigró con sus padres a Eretz Israel y se estableció con ellos en Afula. Completó sus estudios secundarios en la Escuela Hebrea Reali y entre 1933 y 1937 estudió la licenciatura en ciencias naturales en la Universidad Hebrea de Jerusalén.
En 1940 obtuvo el título de doctor y comenzó a trabajar como asistente de investigación en el laboratorio de investigación de hormonas y fisiología patológica, entre otras cosas con Bernard Tsondak. Durante sus estudios fue alumno de Haim Ernst Wertheimer, con quien comenzó a trabajar durante la década de 1940 y su investigación conjunta sobre el papel de los lípidos en humanos y plantas llevó a la determinación de que los adipocitos son una fuente de desarrollo de grasa. En 1948 fue ascendido al rango de profesor y comenzó a trabajar en el laboratorio de fisiología patológica y como profesor de fisiología química. En 1953 obtuvo el rango de profesor asociado y en 1958 el de profesor titular.
Shapira era profesor de bioquímica médica y formaba parte del personal docente de la Facultad de Medicina y del Hospital Hadassah. Su trabajo principal se refirió al estudio del metabolismo en el cuerpo humano. Su investigación conjunta con Sara Hesterin-Lerner sobre el tema de la absorción de glucosa les valió el Premio Israel de Ciencias Médicas en 1955.
Durante años escribió entradas para la Enciclopedia Hebrea y fue el editor del Departamento de Ciencias Naturales de la Enciclopedia a partir del volumen 21.
Shapira falleció en 1993. Fue llevado al cementerio Monte HaManohuto en Jerusalén. Shapira estaba casado con Shulamit Avinari (hermana del lingüista Yitzhak Avinari) y padre de dos hijos.